# 베이징 지하철 7호선
베이징 지하철 7호선(중국어: 北京地铁7号线/중국어 간체자: 北京地铁7号线, 병음: běijīng dìtiě qīhàoxiàn)은 베이징 지하철의 한 노선이다. 2010년 1월에 건설을 시작하고, 2014년 9월부터 시운전을 시작, 2014년 12월 28일에 정식 개통돼서 현재 운행 중이다.

## 개요
베이징 지하철의 한 노선으로 베이징 지하철 7호선은 펑타이구(丰台区) 베이징 서역(北京西站)에서 출발하여 종점인 퉁저우구(通州区) 유니버설리조트(环球度假区)까지 총 운영구간이 40.3km에 달한다. 1호선과 바퉁 선에서 남쪽에 위치하여 평행하게 이어져있다. 색상은 연한 노란색이다.
6호선과 마찬가지로, 7호선은 1호선의 혼잡을 추가로 완화하는 베이징 지하철의 동서 간선 노선이다.

## 경로
7호선은 현재 30개의 역을 가지고 있다. 역에는 6량 열차만 수용할 수 있는 기존의 베이징 지하철 역 승강장보더 더 긴 8량 열차를 수용할 수 있는 더 긴 승강장이 있다. 이 노선은 원래 베이징 서역에서 바이쯔완까지 17개 역을 보유 할 예정이었다. 베이징 시 정부의 계획위원회가 승인한 개정 계획안은 23.9 km가 넘는 22개 역을 요구했으며 동쪽으로 자오화창에서 종착했다.인근 거주자를 수용하기 위해 동부의 제4 순환 도로에 23번째 역이 추가되었다.

## 연혁
- 2008년 1월 8일 : 7호선에 대한 계획이 언론에 보도됨. 건설 계획은 연말로 잡힘.[4]
- 2008년 10월 30일 : 23개역이 있는 7호선 노선 계획이 승인되고, 건설 계획은 여전히 연말로 잡혔다.[7]
- 2009년 7월 19일 : 7호선 건설이 2009년 8월 말에 시작될 것이라고 발표되었다.[8]
- 2009년 11월 6일 : 2010년까지 연기된 7호선 건설 착수.[1]
- 2014년 12월 28일 : 베이징 서역에서 자오화창역까지 개통(솽징 역과 파터우 역을 제외).
- 2018년 12월 30일 : 파터우역 개통.
- 2019년 12월 28일 : 솽징역 및 자오화창역에서 화좡역까지 개통.
- 2021년 8월 26일 : 화좡역에서 유니버설리조트역까지 개통.
- 2022년 1월 11일 : 7호선 3단계는 '베이징 철도 운송 3단계 건설 계획(2022~2027)'의 10개 건설 프로젝트 중 하나로 선정[9].
- 2022년 5월 1일 : 지역 전염병으로 인해 유니버설리조트는 외부 세계로의 개장을 중단했고, 유니버설리조트역은 7호선과 1호선 바통선 열차가 화좡역에서 승객 하차 후 회차하는 방식으로 운행.
- 2022년 5월 4일 : 전염병의 영향으로 헤이좡후(黑庄户) ~ 광취먼와이(广渠门外) 역 간 14개역 폐쇄, 솽징역(双井站)과 주룽산역(九龙山站)은 정상 환승 기능을 유지한 상태로 나머지 역은 모두 무정차 통과.
- 2022년 5월 29일 : 헤이좡후(黑庄户) ~ 광취먼와이(广渠门外) 역 간 14개역 운행 재개, 모든 출입구 재개방.
- 2022년 6월 1일 : 유니버설리조트역 영업 재개.
- 2022년 6월 3일 : 전염병 예방 및 통제 요구에 따라 바이쯔완역과 화궁역 운영 재개.
- 2022년 7월 8일 : '베이징 철도 운송 3단계 건설 계획(2022~2027)'의 2차 환경 영향 평가가 발표되었으며, 7호선 3단계(북부 연장)가 11개 건설 프로젝트 중 하나로 선정, 7호선(북부 연장)의 3단계는 남쪽의 베이징 서역에서 시작하여 북쪽의 완서우쓰역 종착으로, 이 노선의 길이는 6.4km이며 4개의 역 신설 계획 발표[10].
- 2024년 4월 2일 : 7호선 3단계 설계 입찰 계획이 발표되었고, 3단계 계획은 길이 약 6.4㎞, 역 수는 4개로 3단계 계획 환경 영향 평가에서 종전 계획과 동일[11].
- 2024년 7월 8일 : 7호선 3단계 설계 입찰 입찰 공고가 발표되었다[12][13][14].

## 향후 계획
7호선의 3단계(북부 연장 구간)는 베이징 서역에서 완서우쓰역까지 북서쪽으로 계속 연장되는 사업으로 연장 구간은 6.4km에 달하며 군사박물관(1호선 및 9호선과의 환승), 항톈차오(향후 3호선 2단계 환승), 화위안차오(6호선과 환승), 완서우쓰(16호선과 환승) 총 4개 역이 계획되어 있다.

## 역 목록

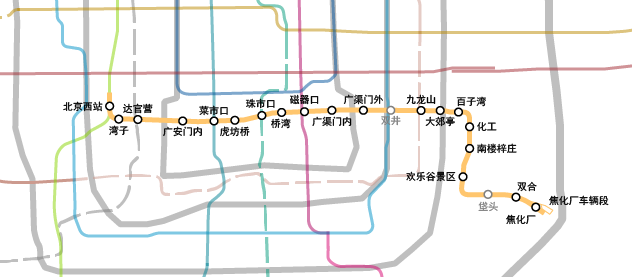
7호선의 규모

역은 서쪽에서 동쪽 순으로 작성되었다.
| 역명           | 중국어     | 영어                         | 접속 노선                                                                                    | 역간 거리 km | 영업 거리 km | 소재지          |
| -------------- | ---------- | ---------------------------- | -------------------------------------------------------------------------------------------- | ------------ | ------------ | --------------- |
|                |            |                              |                                                                                              |              |              |                 |
| 베이징시       | 北京西站   | Beijing West Railway Station | ■ 9호선 ■ 팡산선(직통 운행) 베이징시교철로성시부중심선 징광 철로 징광 고속철도 징슝 시외철도 | 0.00         | 0.00         | 펑타이구        |
| 완쯔           | 湾子       | Wanzi                        |                                                                                              | 0.935        | 0.935        | 시청구          |
| 다관잉         | 达官营     | Daguanying                   | ■ 16호선                                                                                     | 0.734        | 1.669        | 시청구          |
| 광안먼네이     | 广安门内   | Guang'anmennei               |                                                                                              | 1.874        | 3.543        | 시청구          |
| 차이스커우     | 菜市口     | Caishikou                    | ■ 4호선                                                                                      | 1.374        | 4.917        | 시청구          |
| 후팡차오       | 虎坊桥     | Hufangqiao                   |                                                                                              | 0.885        | 5.802        | 시청구          |
| 주스커우       | 珠市口     | Zhushikou                    | ■ 8호선                                                                                      | 1.205        | 7.007        | 시청구 둥청구   |
| 차오완         | 桥湾       | Qiaowan                      |                                                                                              | 0.869        | 7.876        | 둥청구          |
| 츠치커우       | 磁器口     | Ciqikou                      | ■ 5호선                                                                                      | 1.016        | 8.892        | 둥청구          |
| 광취먼네이     | 广渠门内   | Guangqumennei                |                                                                                              | 1.138        | 10.030       | 둥청구          |
| 광취먼와이     | 广渠门外   | Guangqumenwai                | ■ 17호선                                                                                     | 1.332        | 11.362       | 둥청구 차오양구 |
| 솽징           | 双井       | Shuangjing                   | ■ 10호선                                                                                     | 1.241        | 12.603       | 차오양구        |
| 주룽산         | 九龙山     | Jiulongshan                  | ■ 14호선                                                                                     | 1.311        | 13.914       | 차오양구        |
| 다자오팅       | 大郊亭     | Dajiaoting                   | ■ 28호선(공사중)                                                                             | 0.781        | 14.695       | 차오양구        |
| 바이쯔완       | 百子湾     | Baiziwan                     |                                                                                              | 0.865        | 15.560       | 차오양구        |
| 화궁           | 化工       | Huagong                      |                                                                                              | 0.903        | 16.463       | 차오양구        |
| 난뤄쯔좡       | 南楼梓庄   | Nanlouzizhuang               |                                                                                              | 1.464        | 17.927       | 차오양구        |
| 환러구징취     | 欢乐谷景区 | Happy Valley Scenic Area     |                                                                                              | 0.906        | 18.833       | 차오양구        |
| 파터우         | 垡头       | Fatou                        |                                                                                              | 1.679        | 20.512       | 차오양구        |
| 솽허           | 双合       | Shuanghe                     |                                                                                              | 1.304        | 21.816       | 차오양구        |
| 자오화창       | 焦化厂     | Jiaohuachang                 |                                                                                              | 1.021        | 22.837       | 차오양구        |
| 황창           | 黄厂       | Huangchang                   |                                                                                              | 1.678        | 24.515       | 차오양구        |
| 랑신좡         | 郎辛庄     | Langxinzhuang                |                                                                                              | 1.752        | 26.267       | 차오양구        |
| 헤이좡후       | 黑庄户     | Heizhuanghu                  |                                                                                              | 2.517        | 28.784       | 차오양구        |
| 완성시         | 万盛西     | Wansheng Xi(W)               |                                                                                              | 2,961        | 31.745       | 퉁저우구        |
| 완성둥         | 万盛东     | Wansheng Dong(E)             |                                                                                              | 2.110        | 33.855       | 퉁저우구        |
| 췬팡           | 群芳       | Qunfang                      |                                                                                              | 1.160        | 35.015       | 퉁저우구        |
| 가오러우진     | 高楼金     | Gaoloujin                    |                                                                                              | 1.195        | 36.210       | 퉁저우구        |
| 화좡           | 焦化厂     | Huazhuang                    | ■ 바퉁선                                                                                     | 1.425        | 37.635       | 퉁저우구        |
| 유니버설리조트 | 环球度假区 | Universal Resort             | ■ 바퉁선                                                                                     | 1.769        | 39.404       | 퉁저우구        |
|                |            |                              |                                                                                              |              |              |                 |

## 같이 보기
- 베이징 지하철